# Rika Aoki
Rika Aoki (青木リカ) es una actriz japonesa de los años setenta, conocida principalmente por la trilogía con su mismo nombre de Rika del género Pinky violence. Para la primera parte de la saga, canta en las canciones que figuran en la película "Rica the Half-breed" y "Rica My Girl".

## Filmografía
- 1974 - Gakusei yakuza
- 1973 - Konketsuji Rika: Hamagure komoriuta
- 1973 - Konketsuji Rika: Hitoriyuku sasuraitabi
- 1972 - Konketsuji Rika